# Massimo Dutti

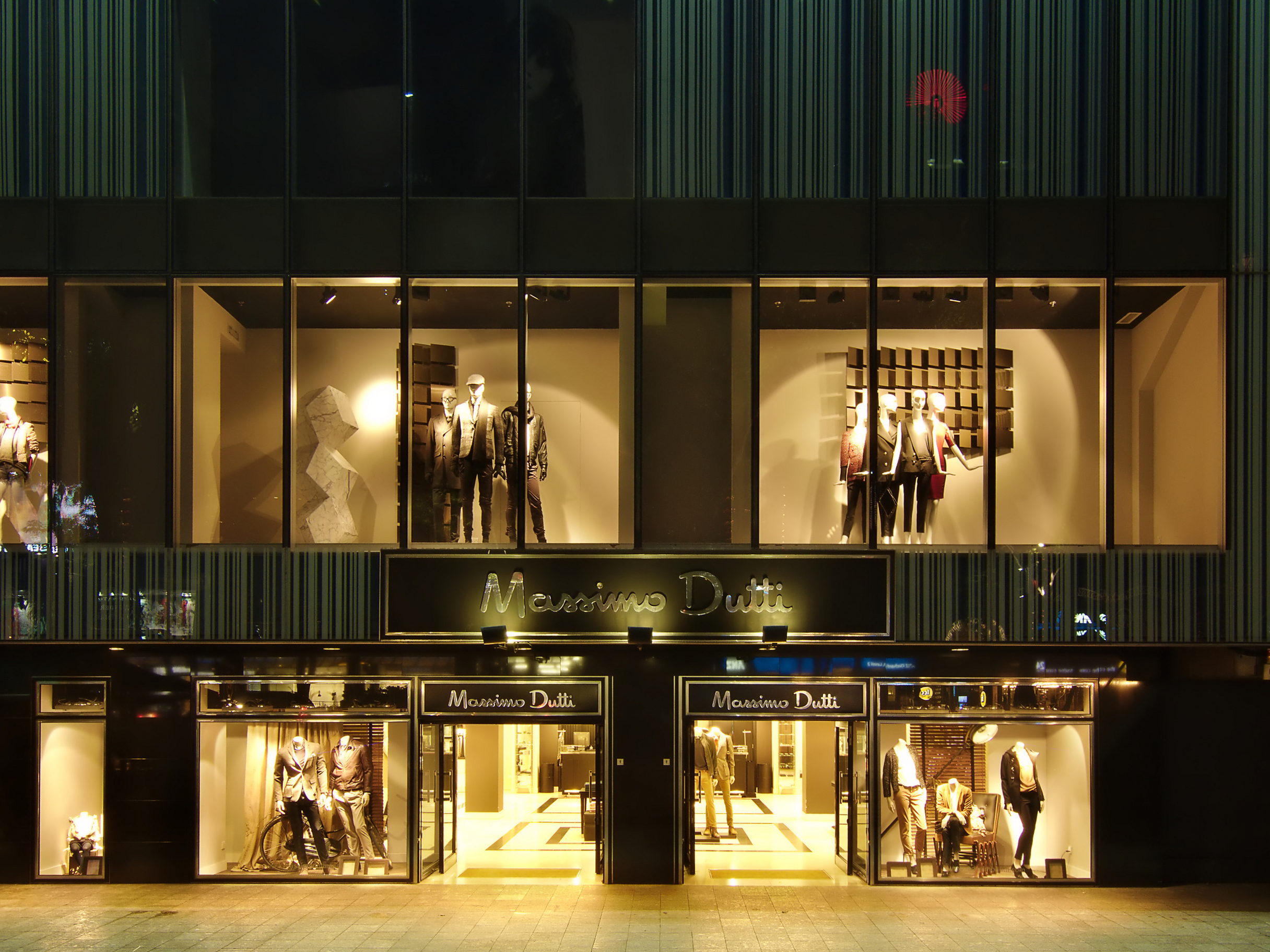
Tienda Massimo Dutti en Singapur.

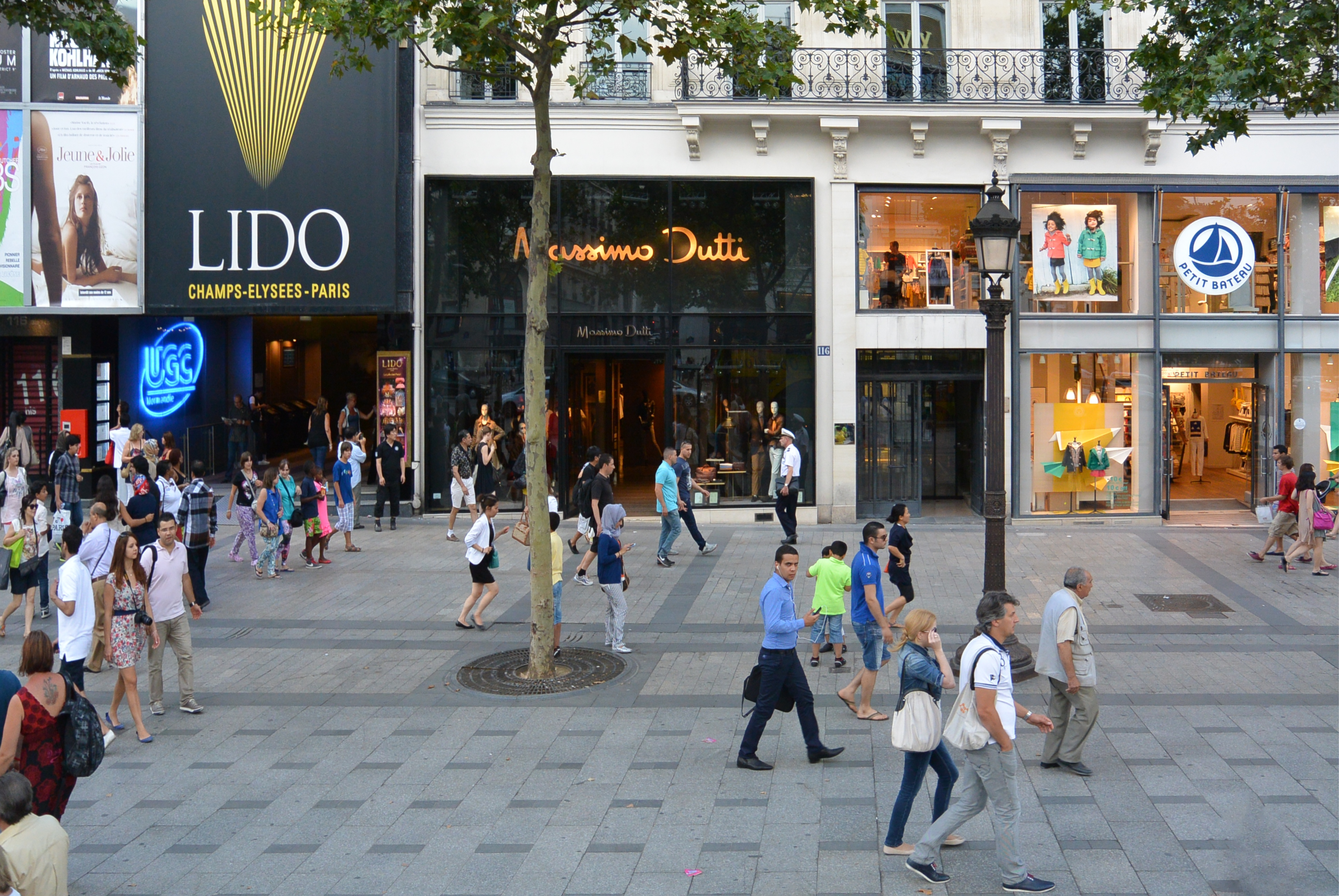
Tienda Massimo Dutti en París, Francia.

Massimo Dutti es una empresa perteneciente al grupo Inditex. Se creó en el año 1985 en Barcelona, España. Dedicada a la fabricación de ropa para hombre. En 1991 Inditex adquiere el 65 % de las acciones de la empresa, para comprarla totalmente en el año 1995, año el que lanza su línea femenina. Ahora la empresa ha diversificado su oferta y ofrece ropa, accesorios, calzado y perfumería para hombre y mujer. Además cuenta con la colección Personal Tailoring de sastrería masculina personalizada.
Cuenta actualmente con 643 tiendas ubicadas en 78 mercados y opera en 215 mercados a través de internet.
Tiene su sede social en Tordera (Barcelona) España. A diferencia de Inditex que la tiene en Arteijo (La Coruña) España.

## Tiendas
En septiembre de 2021 Inditex anunció que algunas tiendas de la marca pasarían a incluir y vender productos de Uterqüe, otra de las filiales del gigante textil que decidía, de este modo, cerrar estas tiendas físicas.